# Rhodopina andrewesi
Rhodopina andrewesi är en skalbaggsart som först beskrevs av Stefan von Breuning 1936.  Rhodopina andrewesi ingår i släktet Rhodopina och familjen långhorningar. Inga underarter finns listade i Catalogue of Life.